# Dies irae (videojuego)
Dies irae (ディエス・イレ, Diesu Ire) es un videojuego de novela visual desarrollado por Light, originalmente lanzado en 2007 en Japón. Una adaptación de anime para televisión, Dies Irae, se estrenó en octubre de 2017.
Como en la mayoría de las novelas visuales, el juego consiste principalmente en leer texto en la pantalla (que representa la narración o el diálogo) acompañado de imágenes que muestran personajes y ubicaciones. En ciertos puntos de la historia, el jugador puede elegir opciones que influyen en el camino, o "ruta", que toma la historia.

## Sinopsis
Antes de los acontecimientos de la historia, los Longinus Dreizehn Orden, un grupo de hechiceros, realizan un ritual en Berlín durante la Segunda Guerra Mundial, utilizando las vidas perdidas en batalla como sacrificio por su hechizo. Después de que termine la guerra, desaparecen, pero se rumorea que regresan. En el Japón actual, Ren Fuji es dado de alta del hospital después de recuperarse de una pelea con su amigo Shirou, cuando regresa la Orden Longinus Dreizehn.

## Desarrollo y lanzamiento
Dies irae fue desarrollado por Light, y producido por Hattori Michisato y escrito por Takashi Masada, con arte de G-Yuusuke y música de Keishi Yonao. Fue desarrollado durante el boom de las PC de la década de 2000 en Japón, cuando la audiencia de los jugadores de videojuegos japoneses en Microsoft Windows creció, y la introducción de herramientas de desarrollo más simples redujo la barrera de entrada. Light experimentó con juegos en ese momento, y creó cosas que querían hacer; después de desarrollar Paradise Lost, decidieron que querían hacer un juego serio con temas de batallas, lo que llevó a la creación de Dies irae. Michisato describió el tema del juego como "la razón para luchar y proteger a sus seres queridos", y "el orgullo obstinado de los hombres".
El desarrollo fue un desafío, lo que llevó al lanzamiento del juego sin terminar; esta primera versión fue lanzada el 2 de diciembre de 2007 para Microsoft Windows con el subtítulo También sprach Zarathustra. el desarrollo continuó, y una segunda versión, Acta est Fabula, fue lanzada el 25 de diciembre de 2009; el juego no se completó hasta su tercera versión, Amantes amentes, que fue lanzada el 28 de junio de 2012 para PlayStation Portable y el 31 de agosto del mismo año para Microsoft Windows. Para mostrar gratitud a los usuarios que compraron los lanzamientos originales a pesar de que estaban incompletos, Light incluyó libros de fans de 200 páginas con cada nuevo lanzamiento, que no estaban disponibles para su compra en las librerías. Amantes amentes fue posteriormente portado a teléfonos inteligentes, y fue lanzado para Android el 19 de agosto de 2015 y para iOS el 2 de diciembre de 2016. Una versión de Amantes amentes para Nintendo Switch, que incluye un escenario adicional que sirve como precuela del juego móvil Dies irae Pantheon, está prevista para su lanzamiento en Japón el 18 de octubre de 2018. La versión de Nintendo Switch, que es desarrollada por Greenwood, se retrasó desde la fecha de lanzamiento anunciada originalmente el 27 de septiembre debido a que se encontraron errores al final del desarrollo.
Amantes amentes no ha sido traducido por fans, algo que Michisato atribuyó a la longitud y complejidad de la historia. Un equipo liderado por el traductor estadounidense John Hooper, que había trabajado previamente en la localización de Root Double: Before Crime * After Days, se acercó a Light con la propuesta de localizar Dies irae. Además de la traducción, el equipo de localización se encargó de la depuración de la versión en inglés y aconsejó sobre qué tipo de mercancía atraería a los jugadores estadounidenses.

## Recepción
También sprach Zarathustra fue el duodécimo juego de PC más vendido de 2007 en la tienda web Getchu; Acta est Fabula fue el vigésimo quinto de 2009. La versión de Playstation Portable de Amantes amentes vendió un total de 5.669 copias durante su semana de debut, convirtiéndose en el tercer juego de PlayStation Portable más vendido de la semana en Japón, y el vigésimo juego más vendido en Japón en todos los sistemas. En mayo de 2017, se habían vendido más de 100.000 copias de Dies irae en todas las versiones.
El juego ha ganado premios: También sprach Zarathustra recibió un Premio a la Excelencia en la División de Música de Fondo de los Bishoujo Game Awards de 2008, y Acta est Fabula ganó el premio de oro en la categoría de música de fondo en los Moe Game Awards de 2010.
Según Michisato, los usuarios estaban molestos por las versiones iniciales incompletas.

## Otros medios de comunicación
Se han lanzado medios basados en el juego: una adaptación al manga por Kazuomi Minatogawa comenzó a serializarse el 27 de enero de 2016 en la edición de marzo de 2016 de Dengeki Maoh de Kadokawa Corporation hasta que llegó a un abrupto final en julio de 2019; una novelización por Ryō Morise fue lanzada a principios de 2016; y una adaptación al anime, titulada Dies Irae, comenzó a transmitirse en 2017. Un videojuego spin-off, Dies irae: Interview with Kaziklu Bey, fue lanzado en Japón en marzo de 2016, e internacionalmente el 28 de febrero de 2019. Un juego para móviles, Dies irae Pantheon, estaba en desarrollo por Super Appli, con un escenario de Masada y arte de G-Yuusuke. Dies irae Pantheon estaba previsto para el lanzamiento en el cuarto trimestre de 2017 en Japón, sin embargo, el desarrollo se canceló después de que Light se viera obligado a cerrar sus puertas debido a tres cambios en las compañías de desarrollo del juego. Light inicialmente había expresado interés en una localización en inglés del juego para teléfonos inteligentes antes de su cancelación.